# Nathaniel Crew (3e baron Crew)
Nathaniel Crew, 3e baron Crew (31 janvier 1633-18 septembre 1721) est évêque d'Oxford de 1671 à 1674, puis évêque de Durham de 1674 à 1721. En tant que tel, il est l'un des évêques de l'Église d'Angleterre ayant servi le plus longtemps.

## Biographie
Crew est le fils de John Crew (1er baron Crew) et un petit-fils de Thomas Crewe, président de la Chambre des communes. Il fait ses études au Lincoln College, à Oxford ; ordonné diacre et prêtre le même jour en Carême 1665; et nommé recteur du collège en 1668. Il devient doyen et chantre de Chichester le 29 avril 1669, greffier du cabinet de Charles II peu après (il occupe ce poste jusqu'à la Glorieuse Révolution de décembre 1688).
Il est élu évêque d'Oxford en avril 1671 et évêque de Durham le 18 août 1674. Il doit ses promotions rapides au duc d'York (plus tard Jacques II), dont il a gagné la faveur en encourageant secrètement l'intérêt du duc pour l'Église catholique romaine. Crew baptise la fille du duc la princesse Catherine en 1675 et est nommé conseiller privé le 26 avril 1676. Il est présent à la réunion cruciale du Conseil privé en octobre 1678 où Titus Oates révèle pour la première fois sa grande invention, le complot papiste.
Après l'accession de Jacques II, Crew est également nommé Doyen de la Chapelle royale le 28 décembre 1685, restant en poste jusqu'en 1688. Il fait partie de la commission ecclésiastique de 1686, qui suspend Henry Compton, évêque de Londres (pour avoir refusé de suspendre John Sharp, alors recteur de St Giles's-in-the-Fields, dont les écrits anti-papals l'avaient rendu odieux au roi) et Crew partagent l'administration du siège de Londres avec Thomas Sprat, évêque de Rochester. Sur le déclin du pouvoir du roi Jacques II, Crew se dissocie de la cour et fait une offre en faveur du nouveau gouvernement de Guillaume III en votant pour la motion que James a abdiqué. Il est excepté de la grâce générale de 1690, mais est ensuite autorisé à conserver son siège.
Son épiscopat à Durham voit les deux premières nouvelles paroisses être érigées en Angleterre depuis la Réforme, à Stockton-on-Tees en 1712 et à Sunderland. L'église de la Sainte-Trinité à Sunderland, maintenant redondante, est la base d'un gouvernement local responsable dans la ville portuaire en pleine croissance pour la première fois depuis que l'arrondissement de Sunderland, créé par les évêques de Durham, a été écrasé par Oliver Cromwell dans la Première révolution anglaise.
De 1681 à 1688, Crew vit au 43 King Street, Covent Garden. Il meurt en 1721. Crew se marie deux fois : avec Penelope Frowde le 21 décembre 1691 ; puis, après la mort de Penelope en 1699, à Dorothy Forster le 23 juillet 1700. Dorothée est décédée en 1715. En 1697, Crew succède à son frère Thomas Crew (2e baron Crew) en tant que 3e baron Crew, mais n'a pas d'enfants et la baronnie s'éteint à sa mort.

## Héritage
Il laisse de vastes domaines à des fins caritatives, et son legs au Lincoln College et à l'Université d'Oxford est commémoré dans le Creweian Oration annuel.
Son souvenir est également perpétué dans le Lord Crewe Arms Hotel à Blanchland, dont la communauté Crew est reconstruite. Crew achète le village en 1708 et à sa mort en 1721, il passe à sa fiducie, qui en reste le propriétaire.
Crew dote également la chapelle de Steane Park, Northamptonshire, dont il est propriétaire (ayant hérité du domaine de Steane avec la baronnie Crew).
Très vilipendé par l'école d'historiens Whig, les contributions de Crewe sont maintenant mieux appréciées. 